# 近江榮
近江 榮（おうみ さかえ、1925年11月27日 - 2005年1月31日）は、日本の建築史家。工学博士（論文博士・1970年）。日本大学理工学部名誉教授。東京生まれ。

## 経歴
1950年日本大学旧工学部（現理工学部）建築学科卒業後、阿部允建築設計研究室で設計業務を行うが1951年退社、同年日本大学旧工学部建築史研究室の助手となる。
1954年からは山脇学園短期大学で住居学の、1966年からは千葉工業大学、1985年からは武蔵野美術大学大学院で近代建築史非常勤講師を務める。1970年工学博士。同年日本大学理工学部教授。1990年から日本大学総合科学研究所教授。1996年から日本大学名誉教授。
1986年から2年間、日本建築学会副会長を務めるほか、学会の監事や総務理事、委員会の理事や幹事、文化賞の選考委員も歴任し、また合唱部を創設。ほか日本建築史学会評議員を歴任した。建築作品に、ヤクルト清瀬工場など数点。
長年、近代建築、近代以降の建築家の作品作家研究、建築設計競技コンペティション）の研究を行い、東京都新庁舎、第二国立劇場、坂本龍馬記念館など建築設計競技審査員歴も多数。
自治体・学・協会委建築業協会賞（BCS賞）審査員、東京都事務所協会東京建築賞審査員、建設省・公共建築賞審査員、建築美術工芸協会理事・作品賞審査員、軽金属協会作品賞審査員長、長野県建築文化賞審査員長日中建築技術交流会評議員、東京建築士会コンペ委員、埼玉県設計者選定委員会委員長代行、千代田区都市計画審議会委員、千代田区景観賞審査委員長、福島県白河城三重櫓建設委員などを務めた。
2005年1月31日、胸部大動脈瘤のため死去。

## 著作
- 建築設計競技 鹿島出版会 1986年
- 近代建築史概説 （共著） 彰国社 1978年
- 建築を教える者と学ぶ者 （共著） 鹿島出版会 1980年
- 建築通論 彰国社 1981年
- 建築への誘い（共著） 朝倉書店 1983年
- 近代日本の異色建築家（共著） 朝日新聞社 1984年
- 建築画像大系 建築設計競技 NHK出版 1985年
- 日本建築学会100年史 （共著） 1990年
- 建築業界は今 (編著） 建築業協会 1990年
- 光と影-蘇る近代建築史の先駆者たち 相模書房 1998年